# 貿易联邦
貿易联邦(Trade Federation)是電影星際大戰中的虛構組織。一個擁有貿易特權的組織，比當時的銀河共和國各加盟國的軍隊還要強的戰鬥機器人軍團。由於參加獨立聯邦的分離共和國活動，後被安納金·天行者殺光貿易联邦的成員，貿易联邦滅亡。

## 重要影響

### 星際大戰首部曲：威脅潛伏
貿易联邦的紐特·岡雷總督在達斯·西帝幕後操縱下，以抵制船舶稅為由對納布實行了封鎖，動用機械人軍團包圍那卜星。兩個絕地武士魁剛·金和歐比王·肯諾比在共和國命令下與貿易聯邦談判，可是失敗了，並綁架了納布女王帕德美·艾米達拉。兩個絕地武士救了艾米達拉女王及隨從，並離開納布。經過一段時間，艾米達拉女王、隨從們和兩個絕地武士以及塔圖因上的年輕奴隸安納金·天行者回到納布作戰。在土著剛耿族和納布軍民合作打敗貿易联邦的機械人軍團，總督努特·岡雷被俘，不過共和國法院宣告努特·岡雷無罪。

### 星球大戰前傳II：複製人侵略
努特·岡雷帶貿易联邦加入了由杜庫伯爵為首的獨立聯邦（實際由達斯·西帝幕後操縱），並將大量機械人士兵給杜庫伯爵。在他派賞金獵人潛入科勞肯試圖暗殺帕德美·艾米達拉，但失敗。在絕地武士的查探下發現下努特·岡雷加入了獨立聯邦，後爆發了複製人戰爭。

### 星球大戰前傳III：黑帝君臨
在三年大戰後，杜庫伯爵陣亡，格里弗斯將軍成為獨立聯邦的首領，貿易联邦總督努特·岡雷及其他成員命令到穆斯塔法星。不久格里弗斯將軍被歐比王殺死，努特·岡雷成為獨立聯邦及貿易联邦的首領。但由於達斯·西帝覺得獨立聯邦及貿易联邦失去作用，便派安納金·天行者殺光貿易联邦的成員，貿易联邦滅亡，其資金被銀河帝國沒收。

### 星球大戰：反抗軍起義
雖然貿易联邦滅亡，但有部分的貿易联邦殘餘的機器人仍然繼續活動著。